# Distretto di Vahun
Il distretto di Vahun è un distretto della Liberia facente parte della contea di Lofa.